# WISEA J114724.10−204021.3
WISEA J114724.10−204021.3 är en brun dvärg i TW Hydrae-hopen. Den är uppsåkttningsvis 5-10 gånger massivare än Jupiter. Den är en av de yngsta och minst massiva kända bruna dvärgarna.